# Quận Columbia, Oregon
Quận Columbia là một quận nằm trong tiểu bang Oregon. Tên nó được đặt theo tên của Sông Columbia là con sông hình thành phần ranh giới phía đông và phía bắc của quận. Đến năm 2000, dân số là 43.560. Quận lỵ của quận là St. Helens.

## Kinh tế
Các ngành kỹ nghệ chính là gỗ, đánh bắt cá, giao thông đường thủy, các sản phẩm từ sữa bò, làm vườn, và giải trí. Những khu rừng cây gỗ rộng lớn xưa kia thu hút nhiều dân di cư đến khu vực này đã hoàn toàn bị khai thác vào thập niên 1950. Các khu rừng gỗ phát triển thứ hai đang cung ứng nguyên vật liệu cho các nhà máy giấy và làm gỗ địa phương.

## Địa lý
Theo Cục Điều tra Dân số Hoa Kỳ, quận có tổng diện tích là 1.783 km² (688 mi²). Trong đó có 1.701 km² (657 mi²) là đất và 82 km² (32 mi²) hay 4,59%) là mặt nước.

### Các quận giáp ranh
- Quận Clatsop, Oregon - (tây)
- Quận Washington, Oregon - (nam)
- Quận Multnomah, Oregon - (đông nam)
- Quận Clark, Washington - (đông)
- Quận Cowlitz, Washington - (đông, bắc)
- Quận Wahkiakum, Washington - (tây bắc)

## Lịch sử
Người bản thổ châu Mỹ thuộc bộ tộc Chinook và Clatskanie đã định cư trong vùng hàng nhiều thế kỷ trước khi Robert Gray, thuyền trưởng của con thuyền Columbia Rediviva đến đây vào năm 1792. Cuộc thám hiểm của Lewis và Clark đã di chuyển và cắm trại dọc theo bờ Sông Columbia trong khu vực mà sau này là Quận Columbia trong cuối năm 1805 và trên chuyến trở về của họ đầu năm 1806.
Quận Columbia được thành lập năm 1854 từ phân nửa phía bắc của Quận Washington. Milton là quận lỵ cho đến năm 1857 khi quận lỵ được dời đến St. Helens.

## Các cộng đồng

### Các thành phố hợp nhất
- Clatskanie
- Columbia City
- Prescott
- Rainier
- St. Helens
- Scappoose
- Vernonia

### Các cộng đồng chưa hợp nhất
| - Alston - Apiary - Birkenfeld - Chapman - Delena - Fern Hill - Goble - Linberg - Marshland - Mayger - Milton - Mist | - Natal - Neer City - Pittsburg - Quincy - Shiloh Basin - Swedetown - Trenholm - Treharne - Warren - Woodsen - Yankton |